# Syrian Development Organization
Le Syria Development Organization ou Organisation de développement de la Syrie, est un organisme non gouvernemental syrien.

## Fonctionnement
L'organisation Syria Trust for Development a eté fondée et dirigée par Asma el-Assad jusqu’en 2024. Elle est l'ancienne Première dame de Syrie, accusée de détournement de fonds étrangers au profit du régime de Bachar el-Assad.
Initialement créé le 15 juillet 2001, le « Fonds syrien pour le développement rural »l est créé en tant qu'institution non gouvernementale et en avril 2007, le STD obtient la licence légale du ministère des Affaires sociales et du Travail.
En 2007, les ONG syriennes sont regroupées dans le conglomérat Syria Trust for Development, qui finit par employer 700 personnes, empêche l'émergence d'ONG indépendantes ou à connotation religieuse, et canalise l'essentiel des aides versées par l'étranger. Le STD, qualifié d'organisation « non-gouvernementale à orientation gouvernementale » (GO-ONG en anglais) détient le quasi-monopole du champ associatif et empêche l'émergence d'associations ou l'accès à des fonds et programmes internationaux d'associations existantes et voulant rester indépendantes,,.
Dirigé par Asma el-Asmad jusqu'en 2024, qui est placée sous sanctions européennes, le réseau est décrit comme puissant, bénéficiant du soutien de nombreux hommes d'affaires et du régime syrien. Le STD, très médiatisé, est considéré comme une vitrine marketing du rôle social du couple Assad, certaines de ses actions étant dirigées directement par Bachar el-Assad, à l'image des actions en faveur des vétérans de l'armée syrienne,.
Le STD centralise l'ensemble des demandes d'accès des ONG humanitaires intervenant en Syrie, qui ne peuvent opérer sans son intermédiaire,. L’ONU et l’Union européenne elles-mêmes acceptent, contraintes, de collaborer avec le STD pour maintenir leurs activités dans les zones contrôlées par le régime de Bachar el-Assad.
L'UNESCO est partenaire du STD.
Le Syria Trust Development est dans le viseur des sanctions américaines, notamment avec la loi César. Le STD appelle d'ailleurs à la levée des sanctions, et, d'après Ayman Abdul Nour, envoie des gens en Europe « pour transmettre le discours du régime, en particulier sur les sanctions, sous le couvert de la « société civile » étant donné que les responsables gouvernementaux ne peuvent pas faire cela ».
Selon Enab Baladi, ce sont ses actions qui ont incité l'administration américaine à imposer des à Asma al-Assad et plusieurs membres de sa famille, dont son père Fawaz el-Akhras, Sahar Otri al-Akhras, Firas et Iyad al-Akhras. Joel Rayburn, a déclaré que « les sanctions ont été imposées à la famille d'Asma al-Assad parce qu'elle tente de contrôler plus d'actifs et ressources du cœur de la mafia du régime d'el-Assad ».
En 2025, l’organisation a adopté son nom actuel sous le gouvernement syrien de transition.

## Controverses

### Détournements de fonds
Le STD est accusé de détourner une large partie des fonds alloués à l'aide humanitaire. Seuls 20 % du budget du STD, alimenté principalement par des agences de l’ONU, seraient distribué aux bénéficiaires visés, tandis que la majorité des fonds serait captée par le régime, selon les acteurs locaux.

### Outil de verrouillage de la société civile
Pour Laura  Ruiz de Elvira et Tina Zintl, cette tactique de la création de GO-ONG, dont le STD, a été une méthode efficace pour renforcer le pouvoir du régime et contrôler le secteur associatif.
Selon Ayman al-Dassouky, le STD « a joué un rôle majeur dans le plan du gouvernement pour vaincre la révolution syrienne. Il a été utilisé pour contrôler la société civile naissante et attirer des fonds étrangers. Il est devenu le principal outil de relations publiques avec l’Occident et la communauté internationale, capable de rediriger l’aide internationale vers le régime et ses associés ».
Cette analyse concorde avec celle de Claudie Fioroni, pour qui les « discours et recettes du développement sont repris et utilisés par le STD afin de légitimer les réformes soutenues par le couple présidentiel auprès de ses bénéficiaires et de ses partenaires publics ; tout en maintenant le verrouillage politique sur la société syrienne ».